# Fred Alderman
Fred Alderman (Estados Unidos, 24 de junio de 1905-15 de septiembre de 1998) fue un atleta estadounidense, especialista en la prueba de 4x400 m en la que llegó a ser campeón olímpico en 1928.

## Carrera deportiva
En los JJ. OO. de Ámsterdam 1928 ganó la medalla de oro en los relevos 4x100 metros, con un tiempo de 3:14.2 segundos que fue récord del mundo, llegando a meta por delante de Alemania (plata) y Canadá (bronce), siendo sus compañeros de equipo George Baird, Emerson Spencer y Ray Barbuti.